# Harpochilus neesianus
Harpochilus neesianus är en akantusväxtart som beskrevs av Carl Friedrich Philipp von Martius och Christian Gottfried Daniel Nees von Esenbeck. Harpochilus neesianus ingår i släktet Harpochilus och familjen akantusväxter. Inga underarter finns listade i Catalogue of Life.